# Kiến trúc

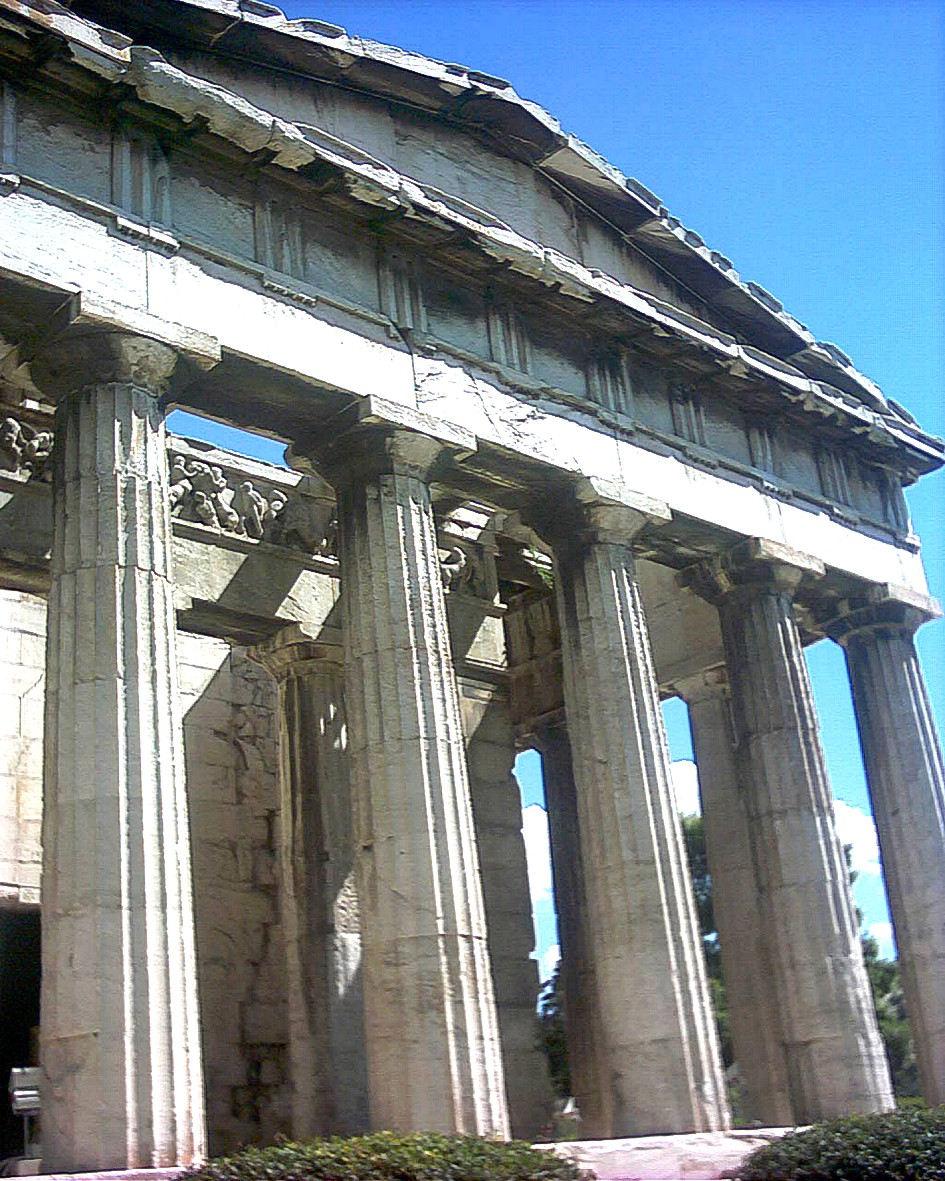
Đền Parthenon ở Athens, Hy Lạp

Kiến trúc là một ngành nghệ thuật và khoa học về tổ chức sắp xếp không gian, lập hồ sơ thiết kế các công trình kiến trúc. Kiến trúc sư với kiến thức chuyên ngành kiến trúc, ngoài công tác thiết kế công trình có thể tham gia vào rất nhiều các lĩnh vực thiết kế quản lý khác, như quy hoạch đô thị, thiết kế đô thị, thiết kế cảnh quan, quản lý đô thị, quản lý giám sát dự án, thiết kế nội thất, thiết kế đồ họa hay thiết kế tạo dáng công nghiệp.
Từ những vật liệu sẵn có, những tri thức khoa học, kinh nghiệm, nhu cầu thực tế, quan niệm về ý nghĩa và giá trị thẩm mỹ của các hình thức kiến trúc, mỗi nền văn hóa thường để lại hàng loạt các công trình kiến trúc có chung những phong cách kiến trúc riêng, đặc trưng cho các thời kỳ lịch sử.
Kiến trúc hiện đại đi theo xu hướng tôn sùng công nghệ và vật liệu mới, công năng sử dụng, và năng lực sáng tạo cá nhân, do đó các công trình kiến trúc hiện đại thường không có nhiều liên hệ đến văn hóa bản địa.
Sự khô cứng, vô tính của kiến trúc hiện đại bị phê phán mạnh mẽ trong những năm 1970 khiến trào lưu kiến trúc hậu hiện đại ra đời. Công nghệ và vật liệu mới vẫn được áp dụng mạnh mẽ trong kiến trúc hậu hiện đại, mà áp dụng chúng một cách khôn ngoan đầy cảm xúc hơn, nhằm nhấn mạnh các đặc thù của công trình và mối liên hệ của công trình đến khung cảnh tự nhiên văn hóa xã hội xung quanh và là một trong những loại hình  nằm trong 7 loại hình nghệ thuật cơ bản.

## Lịch sử kiến trúc

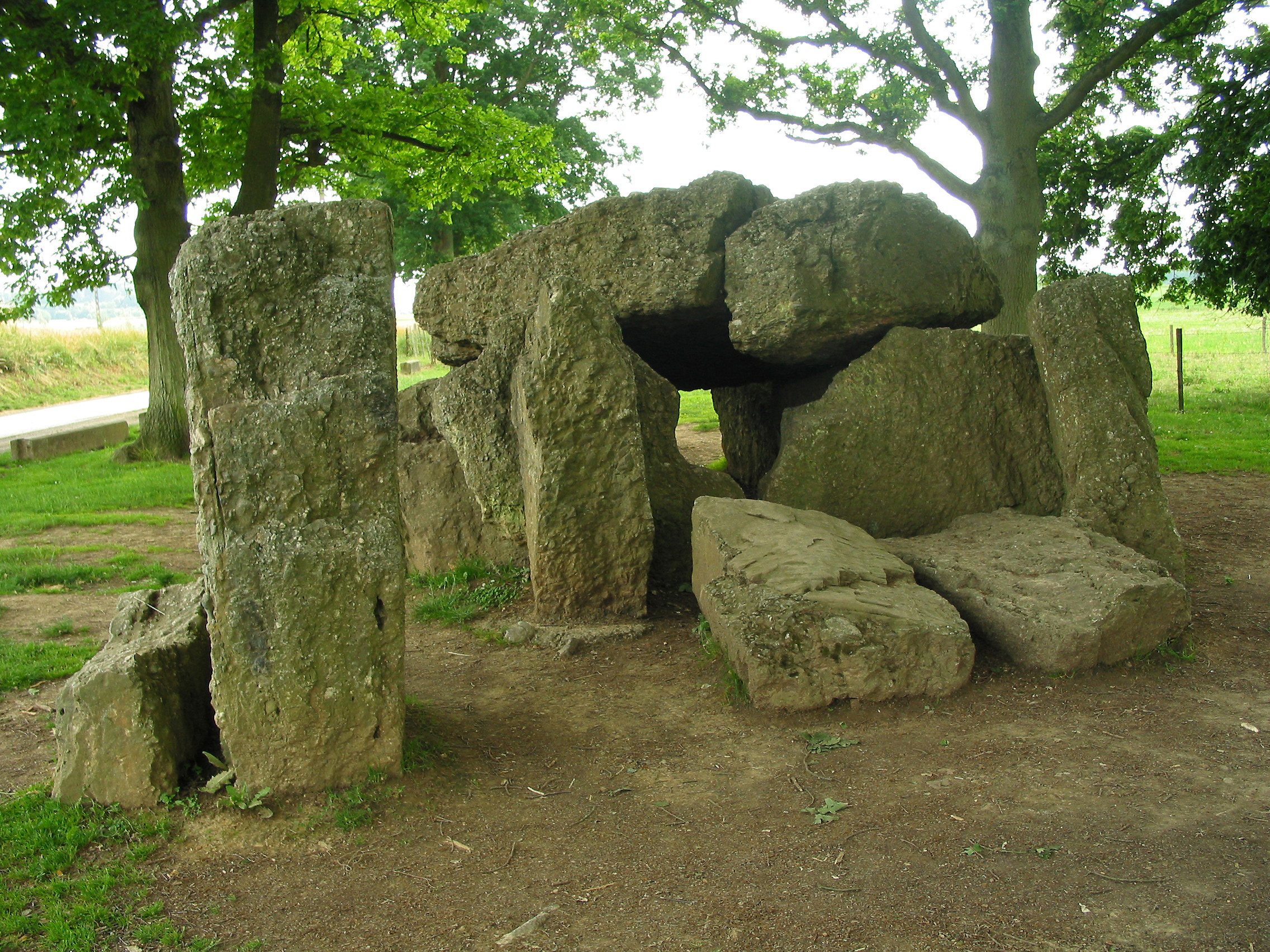
Dolmen ở Bỉ

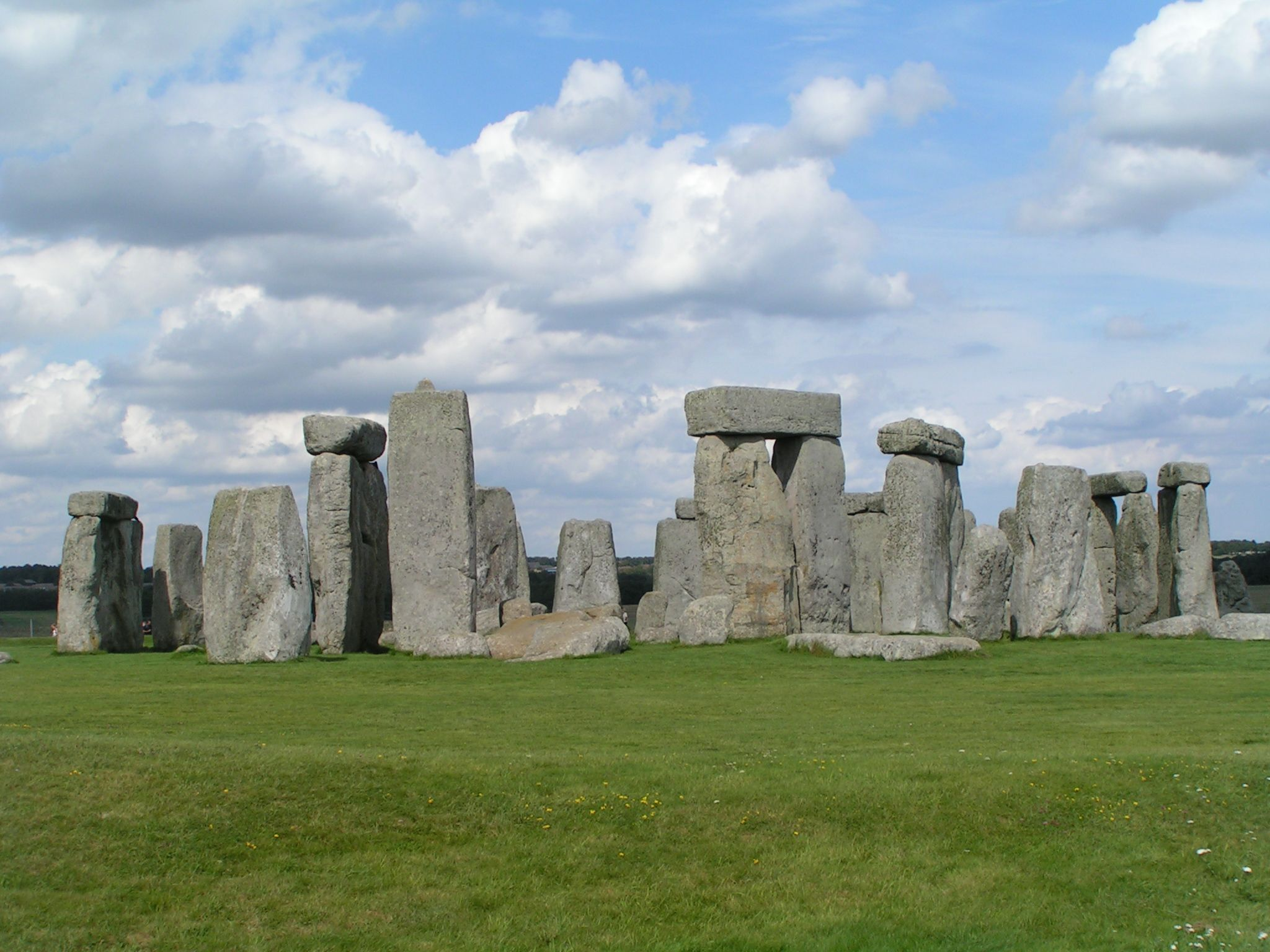
Stonehenge ở England

Bắt đầu buổi bình minh của lịch sử loài người, đứng trước nhu cầu tự bảo vệ mình trước các tác động thiên nhiên thời tiết, con người tiền sử đã phải tạo nên những dạng thức kiến trúc đầu tiên để tồn tại. Như vậy, kiến trúc trước tiên được nảy sinh từ trên nhu cầu công năng sử dụng của con người. Trong lịch sử kiến trúc châu Âu, giả thuyết về nguồn gốc của kiến trúc được Vitruvius đề cập đến trong tác phẩm Mười cuốn sách viết về kiến trúc. Theo đó, túp lều nguyên thủy được xem là điểm khởi thủy cho mọi dạng thức của kiến trúc sau này.

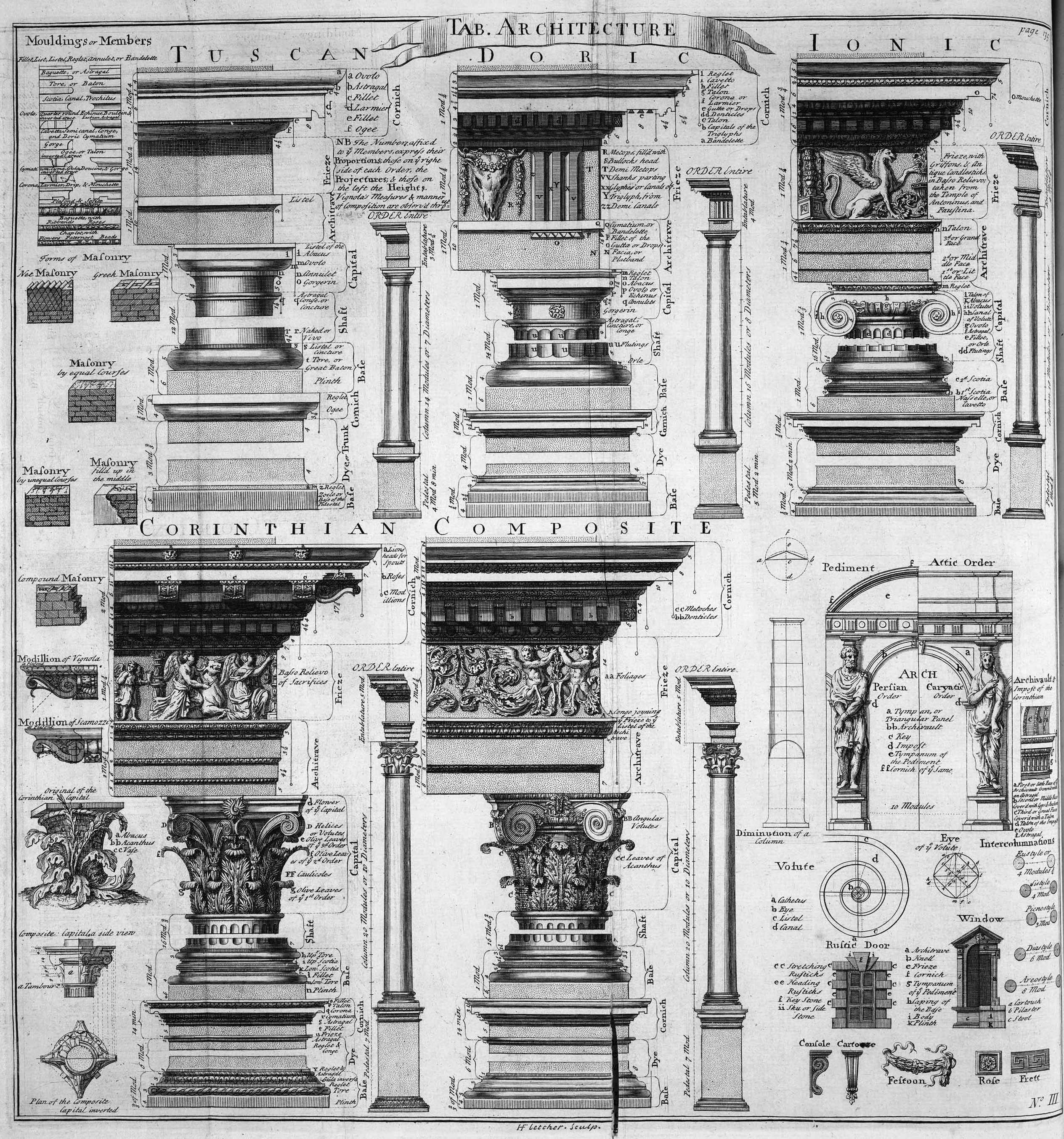
Các dạng thức cột trong kiến trúc phương Tây

Vào thời kỳ đồ đá mới, con người đã xây dựng những tường thành kiên cố để tự bảo vệ, ví dụ như bức tường thành bằng đá nổi tiếng được tìm thấy ở Jericho, có niên đại xây dựng vào năm 8000 trước Công nguyên. Người ta cũng đã khai quật được một cụm quần cư gồm những nhà tròn xây dựng bằng những tảng đá chồng xếp lên nhau ở làng Skara Brae ở Scotland.
Vào thời đại đồ đồng, các loại hình kiến trúc đầu tiên đã ra đời. Đó là các loại hình sau đây:
- Phòng đá (Dolmen)
- Cột đá (Menhir hay Monolith)
- Lan can đá (Cromlech)
- Hình thức sơ khởi của đền thờ.

## Kiến trúc phương Tây

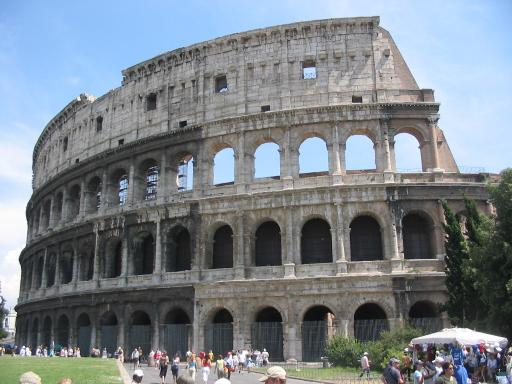
Đấu trường ở Roma, Ý, phong cách kiến trúc Roman

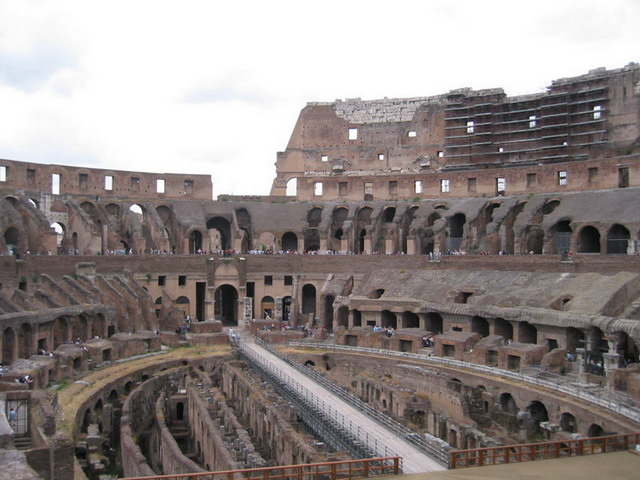
Đấu trường Coloseum, Ý

Lịch sử kiến trúc đã trải qua nhiều giai đoạn với các phong cách khác nhau. Lịch sử kiến trúc châu Âu, nếu phân chia theo các giai đoạn lịch sử, người ta có các dòng kiến trúc chính:
- Kiến trúc Ai Cập cổ đại
- Kiến trúc Lưỡng Hà và Ba Tư
- Kiến trúc Hy Lạp cổ đại
- Kiến trúc La Mã cổ đại
- Kiến trúc Byzantine và kiến trúc Nga thời kỳ trung thế kỷ
- Kiến trúc Roman
- Kiến trúc Gothic
- Kiến trúc Phục hưng (Renaissance)
- Kiến trúc Baroque
- Kiến trúc Rococo
- Kiến trúc Tân cổ điển (Neoclassic)
- Kiến trúc Hiện đại (Modern architecture)
- Kiến trúc Hậu Hiện đại (Postmodern architecture)

## Kiến trúc Á Đông
Kiến trúc truyền thống Á Đông phần nhiều bị ảnh hưởng bởi phong cách kiến trúc Trung Hoa. Các công trình kiến trúc Á Đông truyền thống thường sử dụng gỗ làm vật liệu chính để xây dựng hệ kết cấu chịu lực cho công trình và dùng sức nặng từ mái ngói của công trình để tạo sự chắc chắn. Tại từng quốc gia và từng thời kỳ mà phong cách kiến trúc có sự thay đổi nhất định. Trong thời kỳ hiện đại, kiến trúc Á Đông đã ít sử dụng gỗ hơn và du nhập nhiều ảnh hưởng từ kiến trúc phương Tây cũng như phong cách kiến trúc hiện đại trên toàn thế giới để dùng trong cuộc sống thường nhật. Tuy nhiên các quốc gia như Trung Quốc và Nhật Bản vẫn bảo lưu được rất nhiều những công trình kiến trúc đặc sặc mang phong cách truyền thống Á Đông. 

Phong cách kiến trúc Á Đông truyền thống
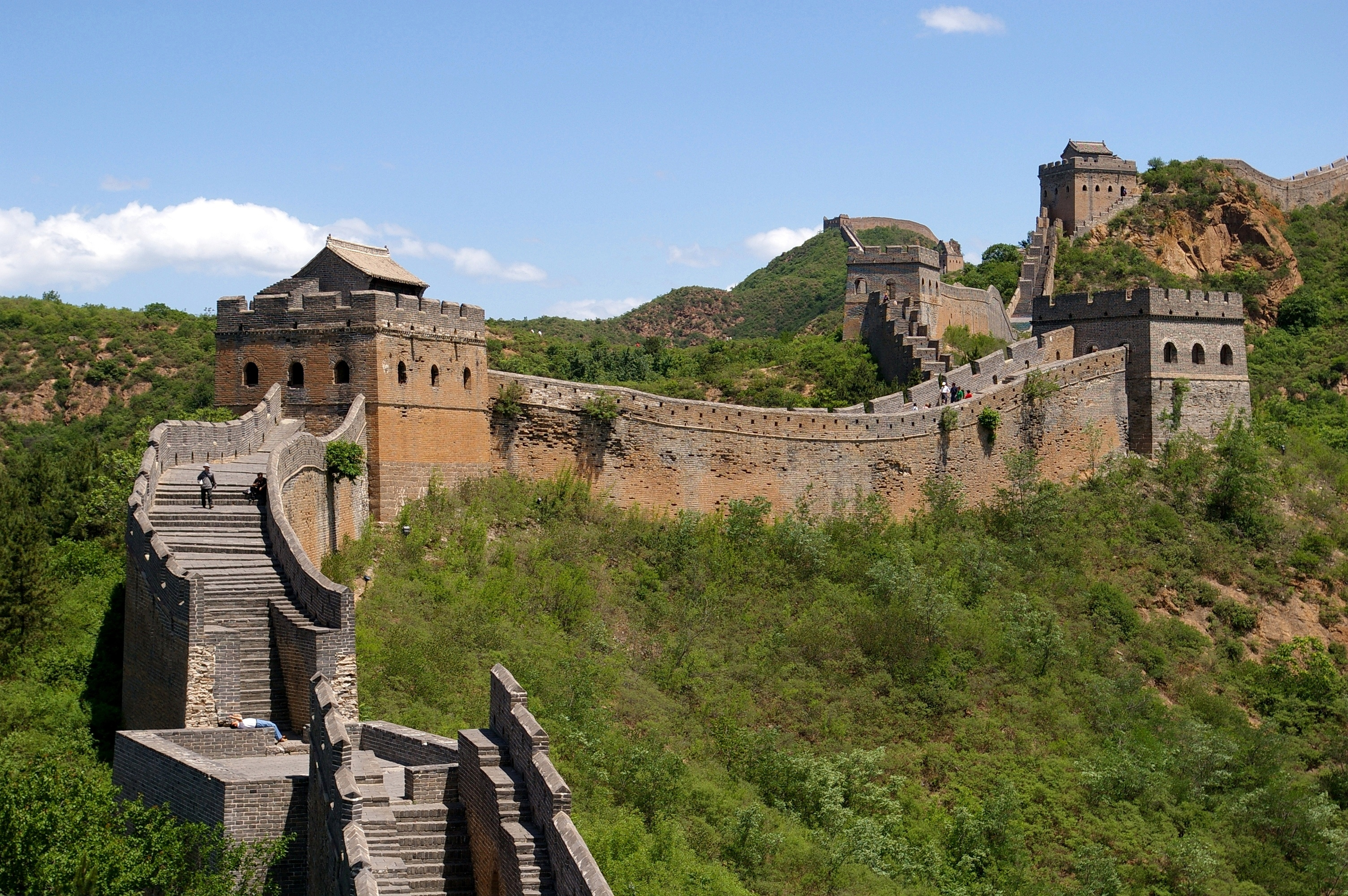
Vạn Lý Trường Thành Trung Quốc
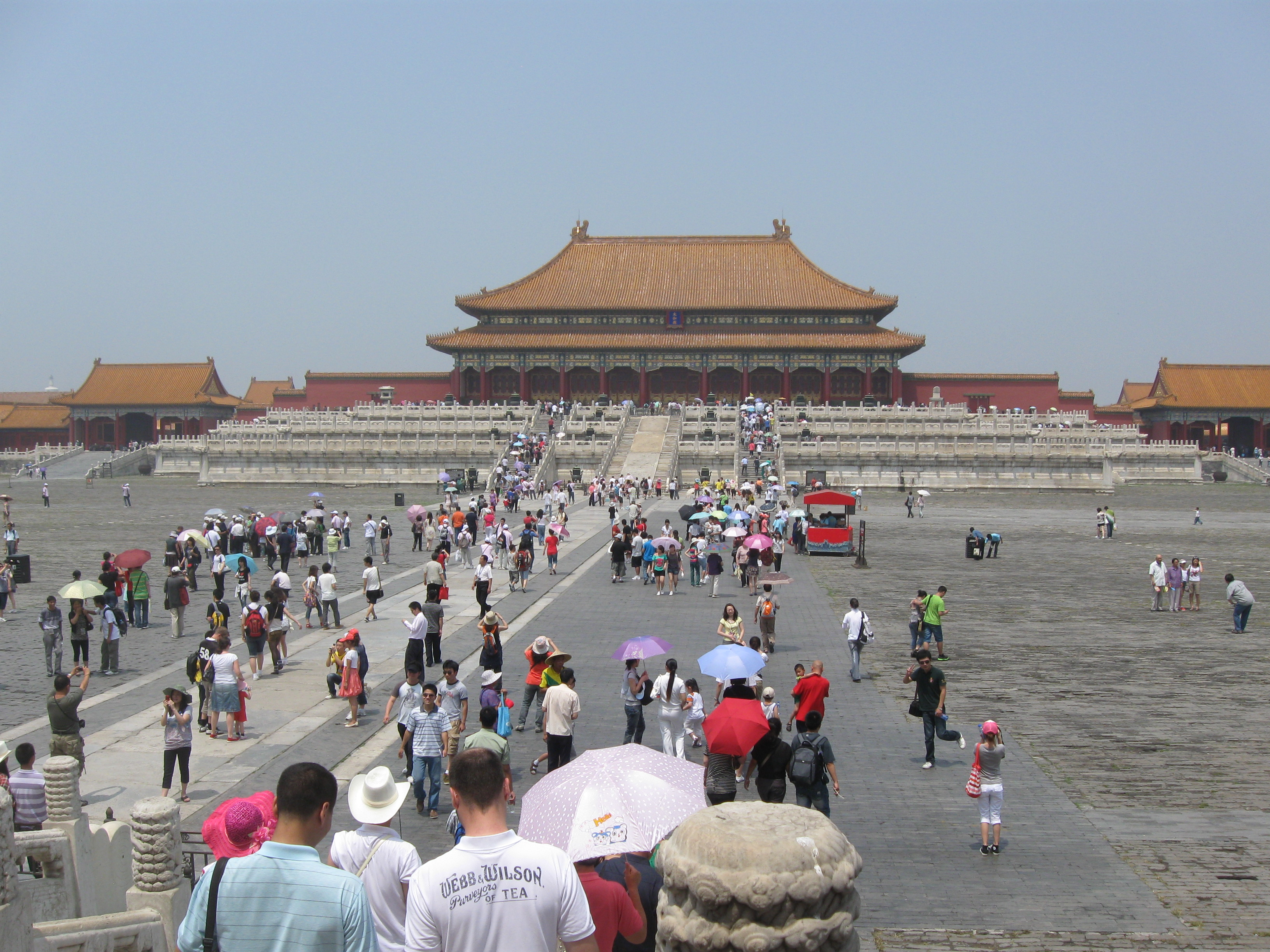
Tử Cấm Thành Trung Quốc
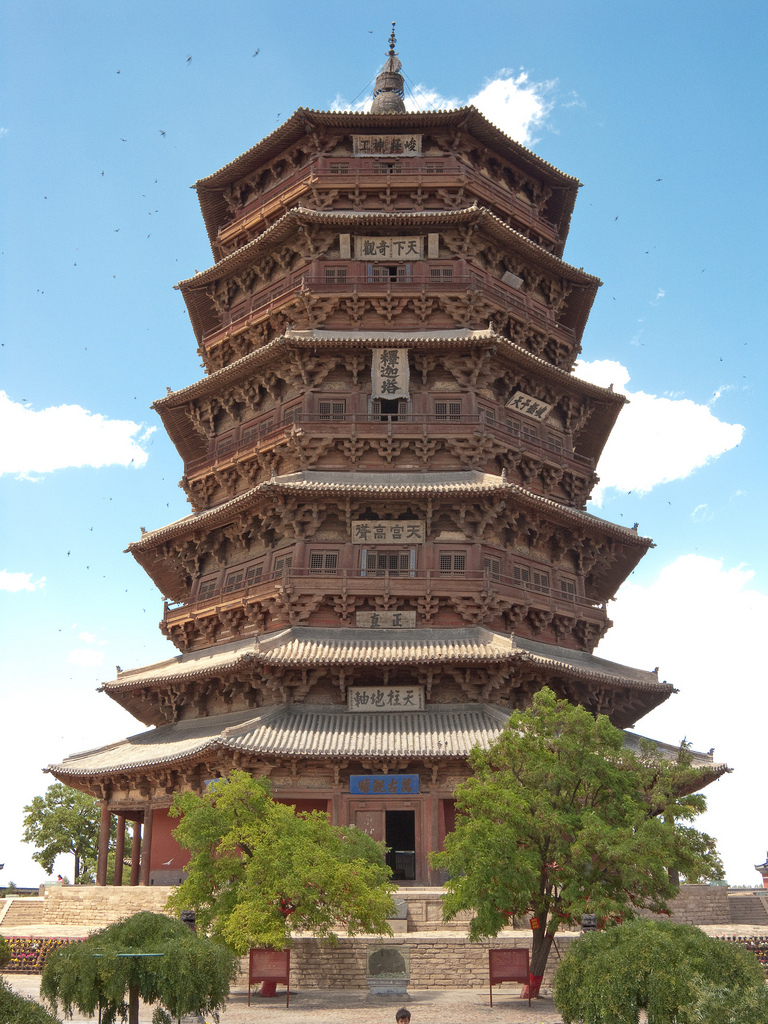
Tháp Phật thời Tống-Liêu Trung Quốc
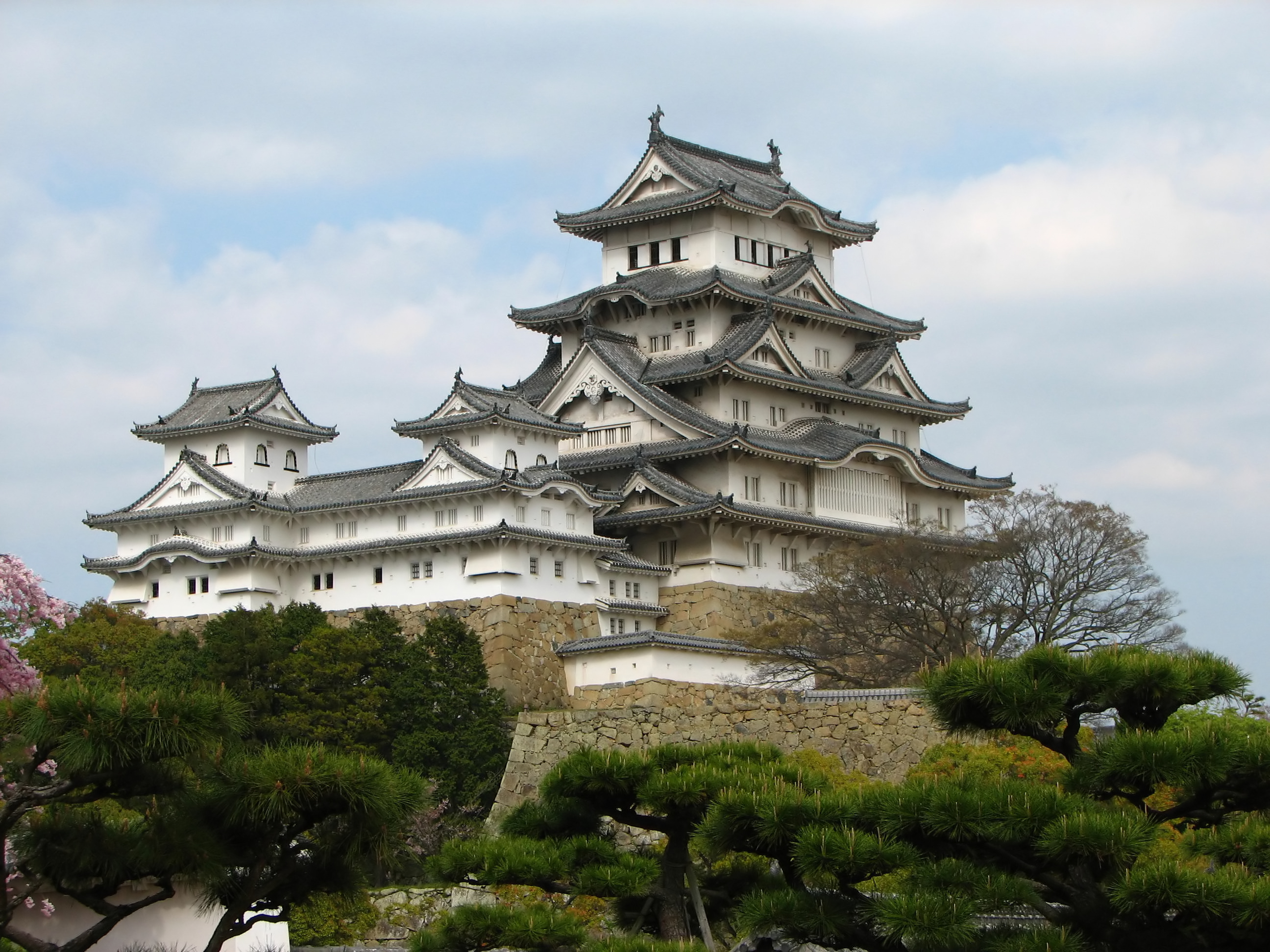
Lâu đài Himeji Nhật Bản
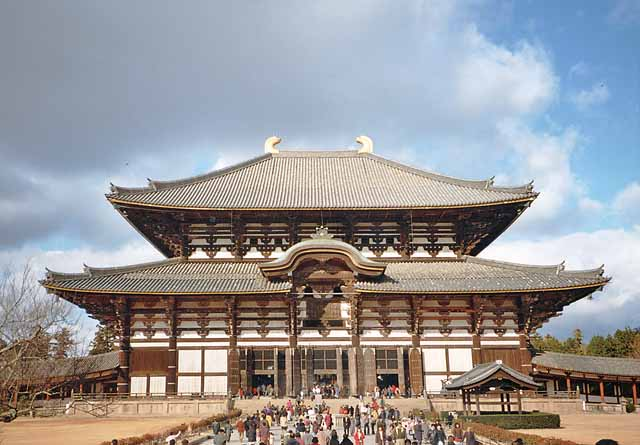
Chùa Todaiji Nhật Bản

Phong cách kiến trúc Á Đông hiện đại
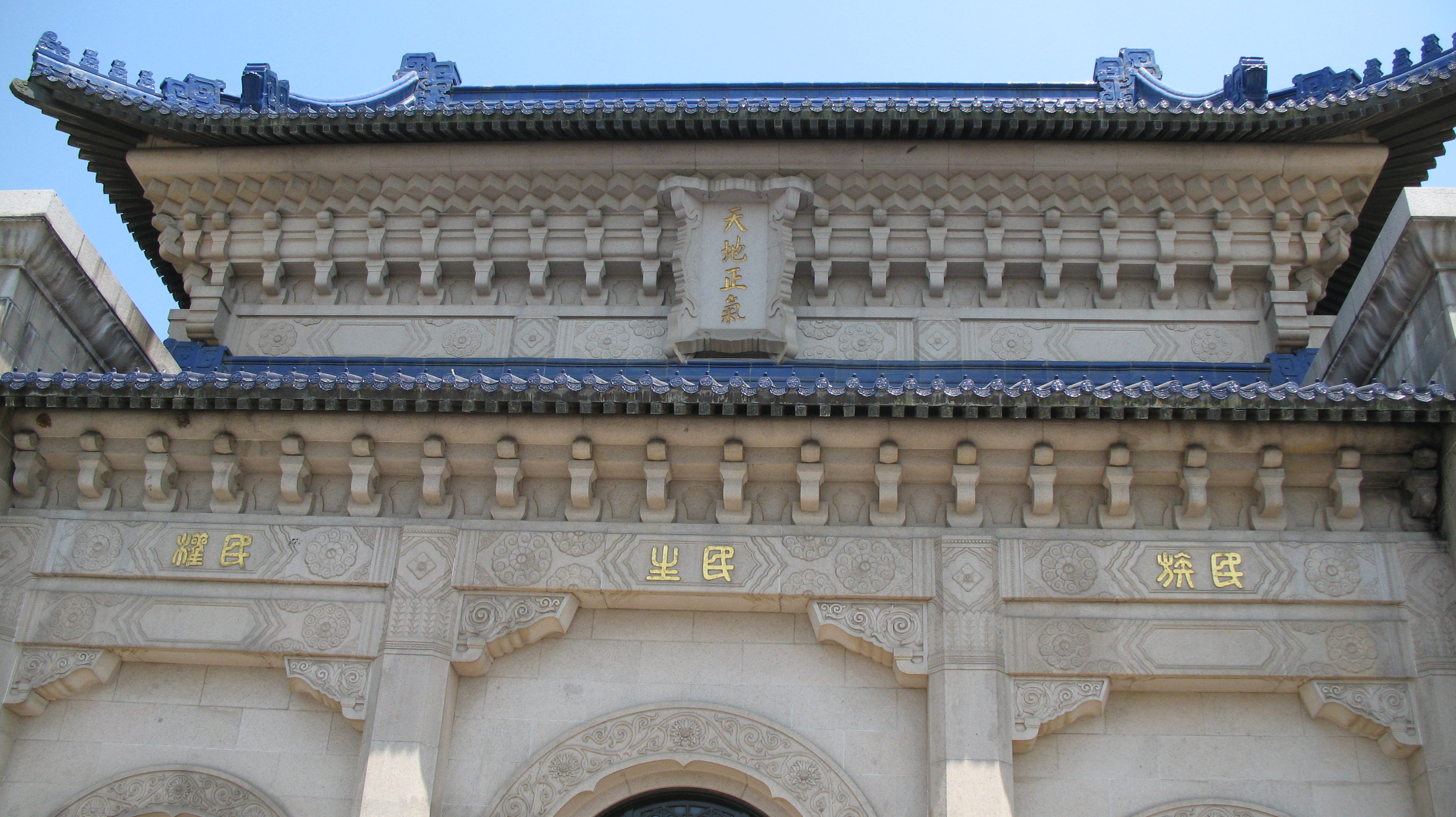
Lăng Tôn Trung Sơn
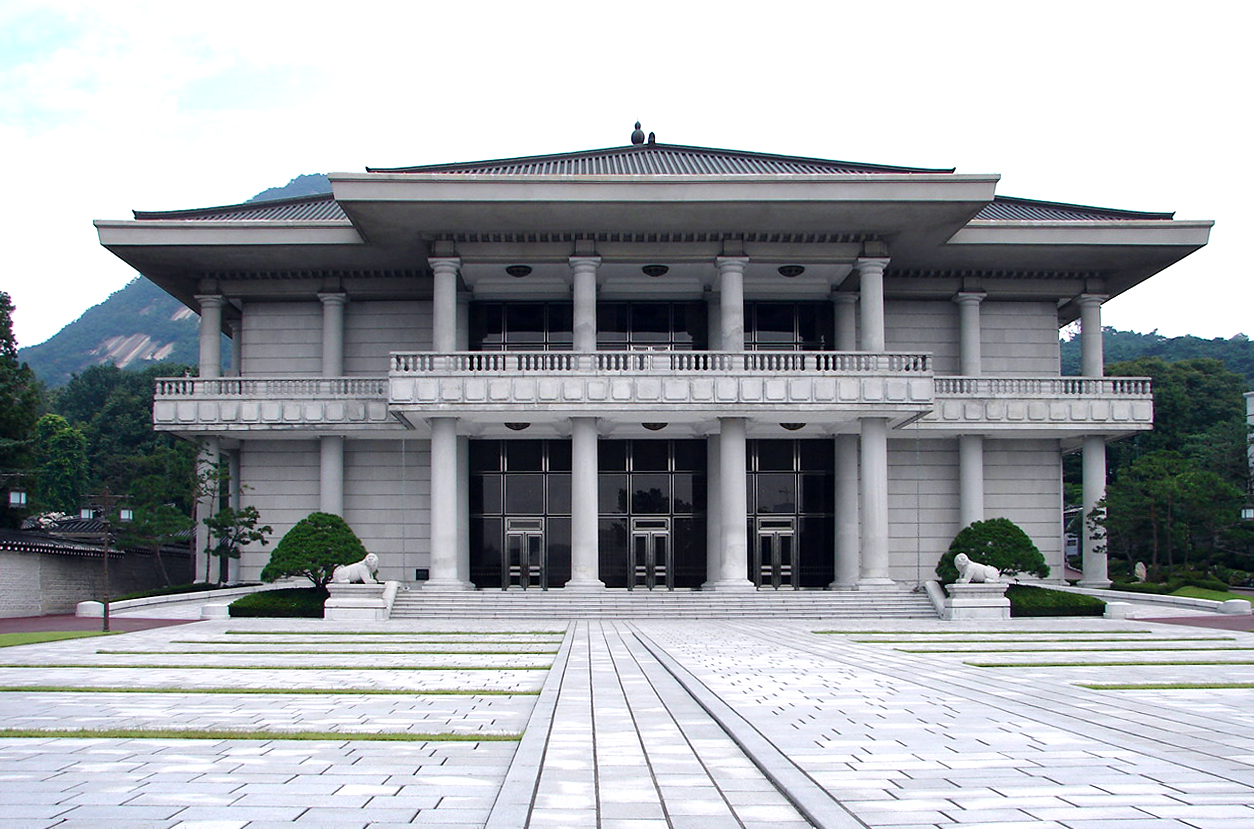
Nhà Xanh Hàn Quốc
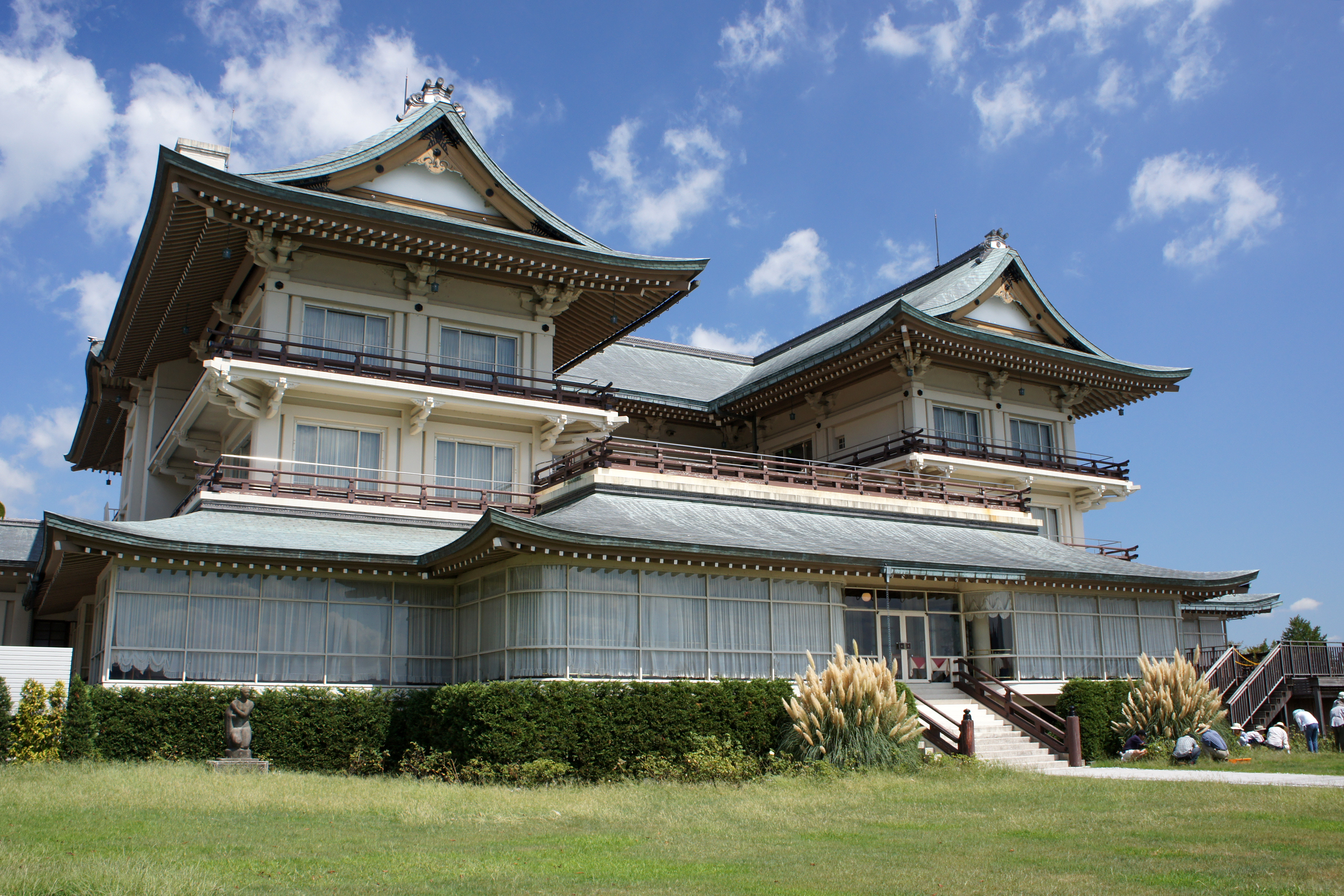
Biwako Otsukan, Nhật Bản
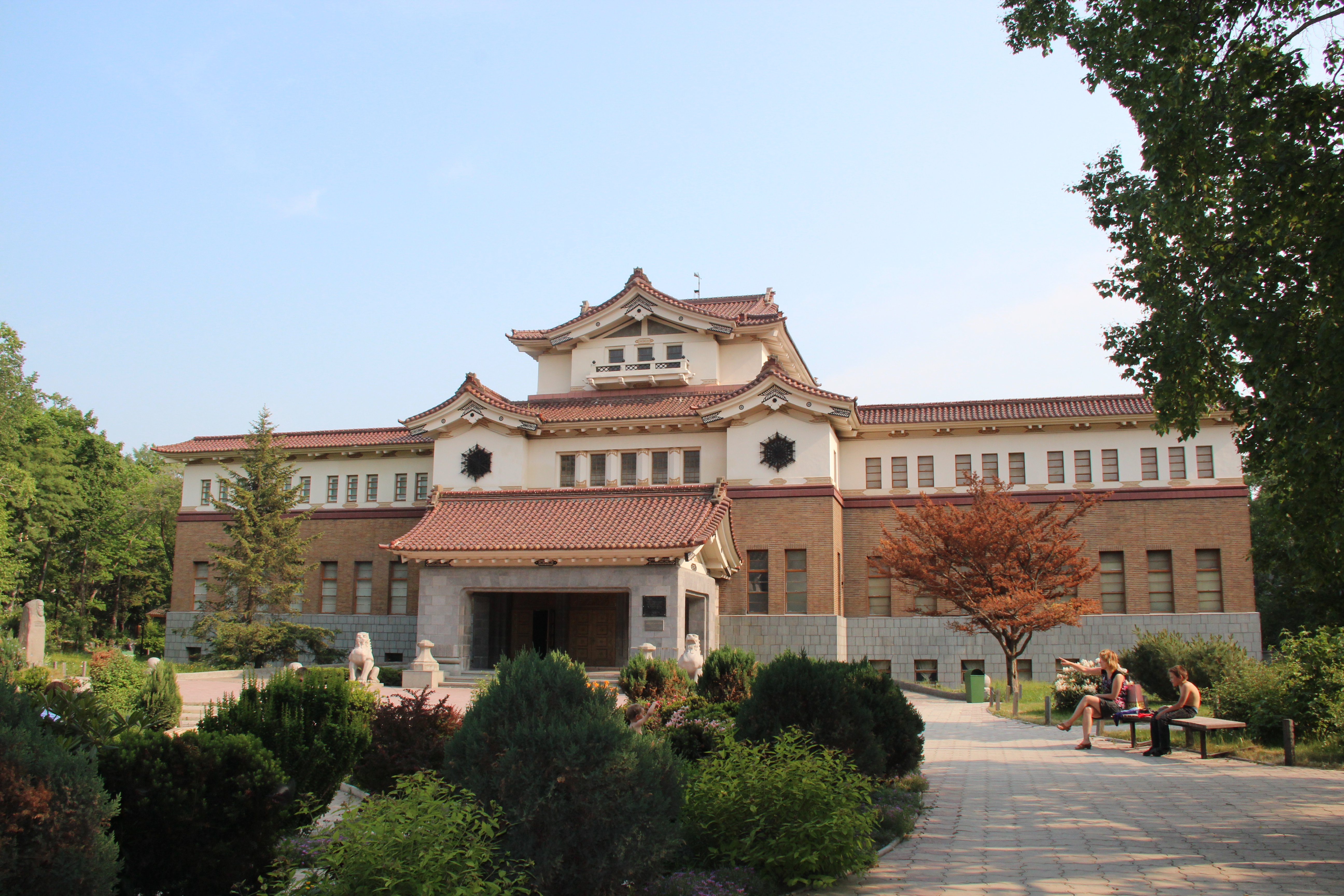
Bảo tàng Yuzhno-Sakhalinsk Nga
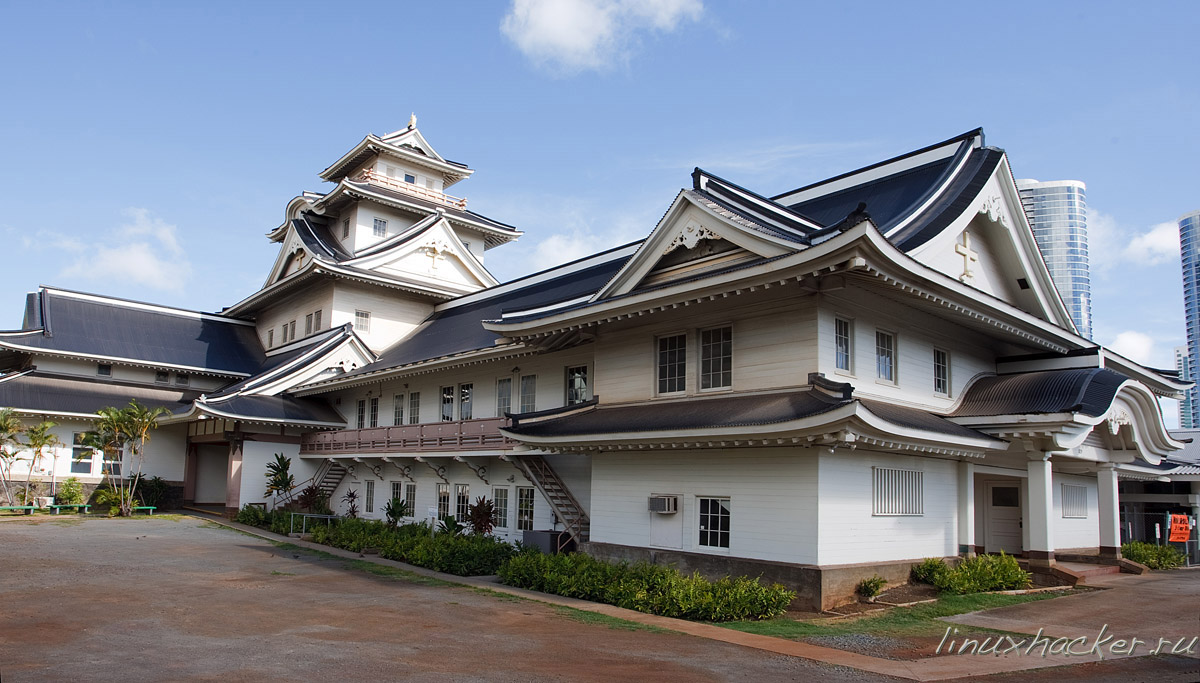
Nhà thờ Makiki Hawaii